# Telefonvorwahl (Portugal)
Die Telefonvorwahlen in Portugal werden von der portugiesischen Regulierungsbehörde Anacom vergeben. Die Landeskennzahl ist +351, die Euronotrufnummer ist 112.

## Portugiesischer Nummernplan
| Vorwahl   | Zuweisung                                                                  |
| --------- | -------------------------------------------------------------------------- |
| 00        | Internationale Verkehrsausscheidungsziffer                                 |
| 01 bis 09 | Reserviert für zukünftige Verwendung                                       |
| 1         | Kurzwahlnummern                                                            |
| 2         | Festnetzanschlüsse                                                         |
| 3         | Nomadische Nutzung, Funkangebundene Festnetzanschlüsse                     |
| 4         | Frei                                                                       |
| 5         | Reserviert für zukünftige Erweiterungen                                    |
| 6         | Texttelefon, Zugang zu Datennetzen, etc.                                   |
| 7         | Mehrwertdienste, Call-by-Call                                              |
| 8         | Gratisdienste, Geteilte-Kosten-Dienst, Calling-Card, Persönliche Rufnummer |
| 91, 921   | Mobiltelefone Vodafone                                                     |
| 922       | Mobiltelefone Phone-ix                                                     |
| 924-927   | Mobiltelefone TMN                                                          |
| 929       | Mobiltelefone ZON TV                                                       |
| 93        | Mobiltelefone Optimus Telecomunicações                                     |
| 948       | Maritime Mobiltelefone Portugal Telecom                                    |
| 949       | Mobiltelefone Mobizapp                                                     |
| 96        | Mobiltelefone TMN                                                          |

Am 31. Oktober 1999 wurden die geographischen Vorwahlen abgeschafft, indem die 0 durch eine 2 ersetzt wurde, und landesweit einheitliche, neunstellige Rufnummern eingeführt, um mehr Rufnummerngassen zu erhalten.